# Leonardo Borzani
Leonardo Luis Borzani (Álvarez, Provincia de Santa Fe, Argentina; 7 de mayo de 1982) es un exfutbolista argentino. Jugaba como centrocampista, se retiró en 2017 en Central Córdoba.

## Trayectoria
Hizo las inferiores en Rosario Central y debutó en primera división en el año 2003, con Miguel Ángel Russo como entrenador. Permaneció en el club argentino con notables actuaciones hasta el primer semestre de 2009 y luego fichó para el Almería de España.
El 19 de enero de 2011 ficha en el mercado de invierno por la Unión Deportiva Las Palmas, club español de la Segunda División, etapa que terminaría en verano del mismo año tras no prolongar su relación contractual.
En el mercado veraniego del 2012 firma para Brown de Puerto Madryn.
En 2013 acordó su participación en Club Sportivo Belgrano de San Francisco, en Córdoba, tras su ascenso a la segunda división del fútbol argentino, donde debuta en la victoria frente a Almirante Brown. Entre 2016 y 2017 representó a Central Córdoba de Rosario en el torneo de Primera C.

## Clubes
- Actualizado a 19 de agosto de 2014[6][7]

| Club              | País      | Año         | PJ  | Goles |
| ----------------- | --------- | ----------- | --- | ----- |
| Rosario Central   | Argentina | 2004 - 2009 | 128 | 8     |
| UD Almería        | España    | 2009 - 2010 | 10  | 0     |
| U. D. Las Palmas  | España    | 2010 - 2011 | 12  | 0     |
| Guillermo Brown   | Argentina | 2012        | 19  | 0     |
| Sportivo Belgrano | Argentina | 2013 - 2016 | 90  | 0     |
| Central Córdoba   | Argentina | 2016 - 2017 | 15  |       |